# Svartvit sydhake
Svartvit sydhake (Poecilodryas hypoleuca) är en fågel i familjen sydhakar inom ordningen tättingar.

## Utseende och läte
Svartvit sydhake är en flugsnapparlik fågel med som namnet avslöjar svartvit fjäderdräkt. Den är svart på ovansida, huvud och i en teckning på sidan av bröstet, medan den är vit på undersidan upp till näbben, i ett tunt ögonbrynsstreck, i en fläck på vingen och i en kil under ögat. Arten är mycket lik svarthakad sydhake, men svartvit sydhake urskiljer sig genom smalare vitt ögonbrynsstreck och det svarta på bröstsidan. Det distinkta lätet återges som "wee-chow!", med andra tonen nästan explosiv.

## Utbredning och systematik
Svartvit sydhake delas in i tre underarter med följande utbredning:
- Poecilodryas hypoleuca steini – förekommer på Waigeo Island (Nya Guinea)
- Poecilodryas hypoleuca hypoleuca – förekommer från västra Nya Guinea till Port Moresby-området samt de västpapuanska öarna
- Poecilodryas hypoleuca hermani – förekommer på norra Nya Guinea (Mamberamofloden till övre Watutfloden)

## Levnadssätt
Svartvit sydhake hittas inne i skog i låglänta områden och förberg. Den är skygg, svår att få syn på och hörs oftare än ses.

## Status och hot
Arten har ett stort utbredningsområde, men tros minska i antal, dock inte tillräckligt kraftigt för att den ska betraktas som hotad. Internationella naturvårdsunionen IUCN listar arten som livskraftig (LC).